# 1556 Wingolfia
Az 1556 Wingolfia (ideiglenes jelöléssel 1942 AA) egy kisbolygó a Naprendszerben. Karl Wilhelm Reinmuth fedezte fel 1942. január 14-én, Heidelbergben.